# Championnats panaméricains de BMX freestyle
Les championnats panaméricains de BMX freestyle sont des compétitions de BMX freestyle organisées par l'Union européenne de cyclisme et faisant concourir des cyclistes issus des pays membres de la Confédération panaméricaine de cyclisme. 

## Éditions
| Année | Lieu                                        | Ville                                       |
| ----- | ------------------------------------------- | ------------------------------------------- |
| 2019  | États-Unis                                  | Cary                                        |
| 2020  | Annulé en raison de la pandémie de Covid-19 | Annulé en raison de la pandémie de Covid-19 |
| 2021  | Pérou                                       | Lima                                        |
| 2022  | Pérou                                       | Lima                                        |
| 2023  | Paraguay                                    | Asuncion                                    |
| 2024  | Chili                                       | Santiago                                    |

## Palmarès masculin

### BMX Freestyle Park
| Année | Champion        | Deuxième        | Troisième                   |
| 2019  | Daniel Sandoval | Justin Dowell   | Daniel Dhers                |
| 2021  | Kenneth Tencio  | José Torres Gil | Jonathan Camacho            |
| 2022  | José Torres Gil | Arnol Montañez  | Gustavo Batista de Oliveira |
| 2023  | Daniel Dhers    | Kenneth Tencio  | Gustavo Batista de Oliveira |
| 2024  | José Torres Gil | Juan Caicedo    | Luis Rincón                 |

### BMX Freestyle Flatland
| Année | Champion             | Deuxième         | Troisième        |
| 2023  | Jaime Pérez          | Camilo Verissimo | Arturo Garay     |
| 2024  | Jean William Prévost | Jaime Pérez      | Gonzalo Bellanti |

## Palmarès féminin

### BMX Freestyle Park
| Année | Championne          | Deuxième            | Troisième           |
| 2019  | Hannah Roberts      | Perris Benegas      | Chelsea Wolfe       |
| 2021  | Queensaray Villegas | Katherine Díaz      | Macarena Perez      |
| 2022  | Lizsurley Villegas  | Katherine Díaz      | Carolina De Souza   |
| 2023  | Macarena Perez      | Katherine Díaz      | Queensaray Villegas |
| 2024  | Macarena Perez      | Queensaray Villegas | Lizsurley Villegas  |